# Caborde de Planoise
La caborde de Planoise est une cabane en pierre sèche, située à Besançon, dans le quartier de Velotte (secteur des Vallières), dans le département du Doubs (France). Elle est dite "de Planoise", car localisée sur la colline éponyme ; toutefois, le quartier de Planoise ne couvre pas cette colline.

## Histoire
Cet abri de vignerons, dénommé localement caborde, figure sur le plan cadastral de 1834, au lieu-dit aux Équeugniers ; il est situé sur le versant sud-est de la colline de Planoise et intègre le muret de soutènement d'une ancienne vigne dans sa face antérieure.
Il est inscrit aux monuments historiques depuis le 6 mai 2013.

## Architecture
L'encadrement de l'entrée est remarquable par son couvrement formé non pas par un linteau et des arrière-linteaux (en pierre ou en bois) ou encore par une arche clavée mais par deux encorbellements ou tas-de-charge symétriquement opposés. Chaque encorbellement est formé de deux ou trois grosses pierres plates dont les faces visibles ont été rectifiées avec un outil de taille. De petites dalles viennent clore l'intervalle final entre les deux encorbellements. Ce couvrement bien particulier est l'œuvre des restaurateurs de la cabane, laquelle était réduite à son corps de base avant sa restauration.